# Nonadekagontal
Nonadekagontal är en sorts figurtal som representerar en nonadekagon. Det n:te nonadekagontalet ges av formeln
{\displaystyle {\frac {17n^{2}-15n}{2}}}
De första nonadekagontalen är:
0, 1, 19, 54, 106, 175, 261, 364, 484, 621, 775, 946, 1134, 1339, 1561, 1800, 2056, 2329, 2619, 2926, 3250, 3591, 3949, 4324, 4716, 5125, 5551, 5994, 6454, 6931, 7425, 7936, 8464, 9009, 9571, 10150, 10746, 11359, 11989, 12636, 13300, … (talföljd A051871 i OEIS)